# Guerra civil bizantina de 1373–1379
A Guerra Civil Bizantina de 1373–1379 foi um conflito militar travado entre o imperador bizantino João V Paleólogo e seu filho Andrônico IV Paleólogo. Ele começou quando Andrônico tentou derrubar o pai em 1373. Embora ele tenha falhado, com a ajuda da República de Gênova, ele conseguiu eventualmente derrubar e aprisionar João V em 1376. Em 1379, porém, João V escapou e, com a ajuda do Império Otomano, reconquistou o trono. A guerra civil enfraqueceu ainda mais o já declinante Império Bizantino, que já tinha sofrido diversas guerras civis na primeira metade do século e o grande beneficiário foram os otomanos, de quem os bizantinos se tornaram vassalos.

## Contexto
Quando João V assumiu o trono em 1354, ele manteve uma política externa claramente pró-ocidente. Ele deu Lesbos e a mão de sua irmã aos genoveses, Heracleia Pôntica, o último porto bizantino na Anatólia, foi vendida para a República de Veneza e ele próprio se converteu ao catolicismo romano, um ato que o alienou de seus súditos e teve pouquíssimo retorno. Na década de 1360, o Império Bizantino era uma sombra do que já fora. Seus últimos domínios na Trácia estavam sendo conquistados pelos otomanos que, em 1365, capturaram Adrianópolis (Edirne). Em busca de ajuda no ocidente, João V visitou o papa Urbano V no verão de 1369 e, em seguida, navegou até Veneza, onde ele negociou um tratado pelo qual ele seria perdoado de suas dívidas em troca da ilha de Tenedos. Ao deixar o território bizantino, ele deixou os dois filhos, Andrônico e Manuel, cuidando de Constantinopla e Tessalônica respectivamente. Andrônico, o mais velho e co-imperador, porém, se recusou a concordar com a cessão de Tenedos aos venezianos e o imperador foi detido em Veneza por dois anos até que Manuel interveio em favor do pai.

## Primeiro conflito: revolta fracassada de Andrônico IV em 1373
Andrônico IV ressentia o fato de o pai ter aceitado ser um estado vassalo e tributário do Império Otomano em 1373 e, no mesmo ano, ele se juntou a Savci Bei, um filho do sultão otomano Murade I, numa revolta aberta contra os dois pais. A revolta foi esmagada majoritariamente com a ajuda de tropas turcas, o que só demonstrava a fraqueza militar dos bizantinos. Murade cegou Savci e exigiu que João V fizesse o mesmo com Andrônico e o filho dele, João. João V cumpriu a ordem parcialmente, deixando Andrônico IV com um olho e seu filho apenas parcialmente cego, mas ele de fato prendeu Andrônico. O jovem João ficou muito perturbado pelas ações do avô e se revoltou contra ele em 1390, reinando por cinco meses. Como resultado da queda de Andrônico, Manuel foi elevado a co-imperador e herdeiro de João com o nome de Manuel II.

## Segundo conflito: o golpe de estado de Andrônico em 1376–1379
Logo após ter aprisionado Andrônico, João V vendeu Tenedos aos venezianos nos mesmos termos previamente acordados. Os genoveses, porém, não receberam bem a notícia de que seus adversários de guerra seriam os beneficiados. Assim, em 1376, os genoveses, baseados em sua colônia em Gálata, ajudaram a libertar Andrônico e arrumaram tropas otomanas para ele. O recém-libertado Andrônico assumiu o controle de Constantinopla e prendeu o pai e o irmão Manuel. Como prêmio pela ajuda, Andrônico cedeu Tenedos aos genoveses e Galípoli, aos turcos.
Estes atos, por sua vezes, o envolveram, logo após a sua ascensão, na guerra contra Veneza. Juntamente com seu filho, João VII, que foi coroado co-imperador em 1376, havia agora nada menos do que quatro imperadores em Bizâncio, todos eles em maior ou menor grau peões no jogo político dos otomanos e das repúblicas marítimas italianas. Andrônico IV reinou até 1379, quando João V e Manuel II escaparam e fugiram para a corte de Murade I. Após aparentemente ter concordado em ceder o virtualmente independente exclave de Filadélfia aos otomanos, João V foi recolocado no trono com a ajuda de navios venezianos e do exército turco.

## Resultado
Após João V entrar na capital, Andrônico IV fugiu para a Gálata genovesa e lá ficou por dois anos. Porém, ele manteve como refém por um tempo a sua mãe, Helena Cantacuzena, e o pai dela, o derrotado imperador João VI Cantacuzeno (veja Guerra Civil Bizantina de 1352–1357). Porém, em 1381, um tratado foi firmado e que permitiu-lhes voltar. Posteriormente, venezianos e genoveses encerraram a guerra e concordaram em despopular Tenedos e arrasar sua fortificações, transformando assim a ilha num território neutro. Este conflito enfraqueceu ainda mais o Império Bizantino, agora rodeado pelo gigantesco e crescente Império Otomano.